# Hubbard (hrabstwo Rusk)
Hubbard – miasto w Stanach Zjednoczonych, w stanie Wisconsin, w hrabstwie Rusk.